# Johannes Heinrichs (Historiker)
Johannes Heinrichs (* 1. November 1956 in Langerwehe) ist ein deutscher Althistoriker.
Johannes Heinrichs studierte von 1977 bis 1985 Geschichte und Klassische Philologie an der Universität Bonn. Im Januar 1985 legte er das 1. Staatsexamen ab. Bis 1987 folgte ein Promotionsstudium in den Fächern Alte Geschichte, Mittlere und Neue Geschichte sowie Latein. Die Promotion mit einer Untersuchung zu den Griechen Ioniens erfolgte 1988 bei Johannes Straub und Gerhard Wirth. Daran schloss sich bis 1989 eine Tätigkeit als Wissenschaftlicher Mitarbeiter am Medizinhistorischen Institut der Universität Bonn an. Anschließend wechselte Heinrichs an den Lehrstuhl von Werner Eck an der Universität zu Köln. 1993 lehrte er auch kurzzeitig als Gastdozent am King’s College der University of London. 1997 habilitierte Heinrichs sich in Köln mit einer unpubliziert gebliebenen Untersuchung zu den Ubiern und wurde daraufhin Oberassistent sowie seit 2002 Wissenschaftlicher Angestellter am Institut für Altertumskunde. Im zweiten Drittel 2006 war Heinrichs zudem Mitarbeiter an der Prosopographia Imperii Romani der Berlin-Brandenburgischen Akademie der Wissenschaften. Er hatte mehrere Lehrstuhlvertretungen inne: 1998/99 an der Ruhr-Universität Bochum, 2000 und 2004 an der Universität zu Köln und 2003/04 sowie 2005/06 an der Universität Gießen, danach lehrte er in Köln als außerplanmäßiger Professor und vertrat den Lehrstuhl für Alte Geschichte an der Universität Jena.
Heinrichs wirkte als Autor an mehreren Großprojekten, so der Prosopographia Imperii Romani, dem Neuen Pauly und dem Reallexikon der Germanischen Altertumskunde mit. Er gilt als einer der besten Kenner keltischer Münzen.

## Schriften (Auswahl)
- mit Gerhard Wirth und Karl-Heinz Schwarte (Hrsg.): Romanitas – Christianitas. Untersuchungen zur Geschichte und Literatur der römischen Kaiserzeit. Johannes Straub zum 70. Geburtstag am 18. Oktober 1982 gewidmet. de Gruyter, Berlin/New York 1982, ISBN 3-11-008551-8.
- Ionien nach Salamis. Die kleinasiatischen Griechen in der Politik und politischen Reflexion des Mutterlands (= Antiquitas, Band 1.39), Bonn 1989, ISBN 3-7749-2414-7.
- mit Werner Eck: Sklaven und Freigelassene in der Gesellschaft der römischen Kaiserzeit (= Texte zur Forschung, Band 61) Darmstadt 1993, ISBN 3-534-08593-0.
- mit Holger Komnick, Bernd Päffgen: Die Fundmünzen der römischen Zeit in Deutschland. Band VI, 2/1: Aachen: Lkr. Düren, Erkelenz, Jülich. Mann, Berlin 2008, ISBN 978-3-8053-3935-3.
- mit Werner Eck, Matthäus Heil, Marietta Horster: Prosopographia Imperii Romani VIII 1. de Gruyter, Berlin und New York 2009, ISBN 978-3-11-020295-3.
- mit Werner Eck, Matthäus Heil, Klaus Wachtel: Prosopographia Imperii Romani VIII 2. de Gruyter, Berlin und New York 2015, ISBN 978-3-11-044623-4.